# Championnat de Chine de football 1996
Navigation
Saison 1995 Saison 1997
La saison 1996 du Championnat de Chine de football est la 37e édition de la première division chinoise. Les douze meilleures équipes du pays sont regroupées au sein d'une poule unique, où tous les clubs s'affrontent en matchs aller et retour. À la fin du championnat, les deux derniers du classement sont relégués et remplacés par les deux meilleurs clubs de deuxième division.
C'est le club de Dalian Wanda qui remporte la compétition après avoir terminé - invaincu - en tête du classement final, avec sept points d'avance sur le tenant du titre, Shanghai Shenhua et onze sur August 1st. C'est le deuxième titre de champion de Chine de l'histoire du club.

## Les clubs participants
| - Jinan Taishan Jiangjun - Shanghai Shenhua - Beijing Guoan - Dalian Wanda - August 1st - Tianjin Samsung | - Sichuan Quanxing - Guangzhou Apollo - Shenzhen Feiyada - Promu de D2 - Guangzhou Songri - Promu de D2 - Yanbian Hyundai - Guangdong Hongyuan |

## Compétition
Le barème de points servant à établir les classements se décompose ainsi :
- Victoire : 3 points
- Match nul : 1 point
- Défaite : 0 point

### Classement
| Rang | Équipe                 | Pts | J  | G  | N  | P  | Bp | Bc | Diff |
| ---- | ---------------------- | --- | -- | -- | -- | -- | -- | -- | ---- |
| 1    | Dalian Wanda           | 46  | 22 | 12 | 10 | 0  | 42 | 18 | +24  |
| 2    | Shanghai ShenhuaT      | 39  | 22 | 10 | 9  | 3  | 38 | 18 | +20  |
| 3    | August 1st             | 35  | 22 | 8  | 11 | 3  | 28 | 19 | +9   |
| 4    | Beijing GuoanC         | 33  | 22 | 9  | 6  | 7  | 30 | 25 | +5   |
| 5    | Jinan Taishan Jiangjun | 31  | 22 | 8  | 7  | 7  | 23 | 24 | -1   |
| 6    | Sichuan Guancheng      | 30  | 22 | 7  | 9  | 6  | 22 | 23 | -1   |
| 7    | Guangzhou Apollo       | 29  | 22 | 7  | 8  | 7  | 26 | 25 | +1   |
| 8    | Tianjin Samsung        | 26  | 22 | 6  | 8  | 8  | 20 | 30 | -10  |
| 9    | Guangdong Hongyuan     | 25  | 22 | 5  | 10 | 7  | 20 | 25 | -5   |
| 10   | Yanbian Hyundai        | 20  | 22 | 4  | 8  | 10 | 20 | 30 | -10  |
| 11   | Shenzhen FeiyadaP      | 16  | 22 | 3  | 7  | 12 | 13 | 29 | -16  |
| 12   | Guangzhou SongriP      | 15  | 22 | 2  | 9  | 11 | 10 | 26 | -16  |

|  | Qualification pour la Coupe d'Asie des clubs champions 1997-1998                 |
|  | Qualification pour la Coupe d'Asie des vainqueurs de coupe de football 1997-1998 |
|  | Relégation directe en deuxième division                                          |
|  | T: Tenant du titre C: Vainqueur de la Coupe de Chine P: promu de D2              |

## Bilan de la saison
| Championnat de Chine de football 1996      |                         |
| Champion                                   | Dalian Wanda (2e titre) |
| Coupes et trophées                         |                         |
| Vainqueur de la Coupe de Chine 1996        | Beijing Guoan           |
| Qualifications continentales               |                         |
| Coupe d'Asie des clubs champions 1997-1998 | Dalian Wanda            |
| Coupe des Coupes 1997-1998                 | Beijing Guoan           |
| Promotions et relégations                  |                         |
| Promus en Jia-A League                     | Qianwei Huandao         |
| Promus en Jia-A League                     | Qingdao Yizhong Hainiu  |
| Relégués en China League                   | Guangzhou Songri        |
| Relégués en China League                   | Shenzhen Feiyada        |